# 本多淳亮
本多 淳亮（ほんだ じゅんりょう、1925年1月20日 - 2001年8月9日）は、日本の法学者。専門は労働法。学位は、法学博士（論文博士・1967年）（学位論文「ユニオンショップの研究」）。大阪市立大学名誉教授。弁護士。

## 略歴
東京帝国大学法学部卒。
1967年「ユニオンショップの研究」で法学博士の学位を取得。大阪市立大学講師、助教授、教授、1988年定年退職、名誉教授、大阪経済法科大学教授、1995年から非常勤講師、1998年退職。退職後は弁護士として活動。

## 著書
- 『米国不当労働行為制度』有斐閣　1953　大阪市立大学法学叢書
- 『労働組合と法律』有信堂　1963　文化新書
- 『業務命令施設管理権と組合活動』労働法学出版　1964
- 『合理化と人事問題 配転・解雇・人員整理・採用・定年制』労働旬報社　1964
- 『ユニオンショップの研究』有斐閣　1964
- 『組合活動の権利 施設管理権・業務命令との闘い』労働旬報社　1967　労旬新書
- 『不当労働行為と組合活動』法律文化社　1969　新文化選書
- 『人事問題と労働者の権利 配転・出向・解雇・定年制・人事考課の実務』労働旬報社　1974
- 『官公労働者のストライキ権』法律文化社　1978
- 『雇用調整と人事問題 労使関係の実体と法的考え方』ダイヤモンド社　1978
- 『労働組合法』ダイヤモンド社　1978
- 『労働契約・就業規則論』一粒社　1981　現代労働法学の課題
- 『男女雇用平等法とはなにか "先進国ニッポン"の条件』ダイヤモンド社　1984
- 『労働法総論』青林書院　1986　現代法律学全集
- 『労働組合法講話』青林書院　1988
- 『現代法への招待』法律文化社　1990
- 『企業社会と労働者』大阪経済法科大学出版部　1996

## 共編著
- 『労働法演習』片岡曻,窪田隼人共著　有信堂　1961
- 『就業規則 理論と実務』佐藤進共著　ダイヤモンド社　1965
- 『労働法の基礎知識 質問と解答』窪田隼人,片岡曻共著　1965　有斐閣双書
- 『労使慣行をめぐる法律問題』沼田稲次郎,籾井常喜共著　総合労働研究所　1967
- 『合理化と人事問答』編　労働旬報社　1968　労旬新書
- 『公害と労働者』片岡曻共編　法律文化社　1971
- 『労働法の基礎』片岡昇,窪田隼人共編　青林書院新社　1975　基礎法律学大系
- 『労働組合法の基礎』中山和久共編　青林書院新社　1976　基礎法律学大系
- 『女の労働基準法 男女均等法のつかい方・70章』宮地光子共編著　労働旬報社　1986　ヒューマン・ネットワーク・シリーズ
- 『脱「サービス残業」社会 いま日本の働き方を考える』森岡孝二共編著　労働旬報社　1993
- 『外国人労働者問題の展望』村下博共編　大阪経済法科大学出版部　1995

## 記念論集
- 『権利闘争の発展のために 本多淳亮・片岡曻先生還暦記念』民主法律協会　1985
- 『労働契約の研究 本多淳亮先生還暦記念』岸井貞男他　法律文化社　1986